# 어도비 프레임메이커
어도비 프레임메이커(Adobe FrameMaker)는 구조적 문서를 포함하여 크거나 복잡한 문서를 작성하고 편집하도록 설계된 문서 처리기이다. 원래 Frame Technology Corporation이 개발했으며 어도비가 인수했다.

## 개요
프레임메이커는 1995년 10월 어도비가 Frame Technology Corp.를 인수하면서 어도비 제품이 되었다. 어도비는 SGML 지원을 추가했는데, 이는 결국 XML 지원으로 발전했다. 2004년 4월, 어도비는 맥용 프레임메이커 지원을 중단했다.
이는 2001년에 표면화된 프레임메이커의 제품 개발 및 지원이 축소될 것이라는 소문을 다시 활성화시켰다. 어도비는 2001년 이 소문을 부인했고, 이후 2007년 7월 말에 프레임메이커 8, 2009년에 프레임메이커 9, 2011년에 프레임메이커 10, 2012년에 프레임메이커 11, 2014년에 프레임메이커 12, 2015년 6월에 프레임메이커 (2015년 릴리스 - 내부 버전 13.0), 2017년 1월에 프레임메이커 2017 (내부 버전 14.0), 2018년 8월에 프레임메이커 2019 (내부 버전 15.0), 2020년에 프레임메이커 2020 (내부 버전 16.0), 2022년에 프레임메이커 2022 (내부 버전 17.0)을 출시했다.
프레임메이커는 문서를 다루는 두 가지 방법이 있다: 구조화된 방식과 비구조화된 방식.
- 구조화된 프레임메이커는 동일한 복잡한 제품의 여러 모델이 존재하는 항공우주와 같은 산업이나, 제품에 대한 의사소통에서 번역 및 표준화가 중요한 요구 사항인 제약 산업 내에서 문서의 일관성을 달성하는 데 사용된다. 구조화된 프레임메이커는 SGML 및 XML 개념을 사용한다. 작성자는 EDD (Element Definition Document)라고 하는 프레임메이커별 DTD (Document Type Definition)와 함께 작업한다. EDD는 의미 있는 단위가 관계에 따라 서로 중첩된 요소로 지정되고, 이러한 요소의 형식이 컨텍스트에 기반하는 문서의 구조를 정의한다. 속성 또는 메타데이터를 이러한 요소에 추가하고 단일 소스 퍼블리싱에 사용하거나 출력 프로세스(예: 인쇄 또는 웹 기반 표시용 게시) 중 요소를 필터링하는 데 사용할 수 있다. 작성자는 문법(grammar, DTD에 의해 지정됨)에서 파생된 트리 모양 구조 또는 일반적인 최종 출력 형식으로 서식이 지정된 조건과 컨텍스트를 볼 수 있다.
- 비구조화된 프레임메이커는 작성자의 개념, 주제 구성, 단락 및 문자 태그에 의해 제공된 서식에 의해 표현되는 논리적 구조 없이 태그가 지정된 단락을 사용한다.

사용자가 비구조화된 프레임메이커에서 구조화된 파일을 열면 구조가 손실된다.

## MIF
MIF(Maker Interchange Format)는 프레임메이커와 함께 작동하는 마크업 언어이다. MIF는 항상 세 가지 목적을 가졌다. 첫째, 다른 소프트웨어 시스템 및 사람 운영자가 생성하거나 이해할 수 있는 비교적 간단한 ASCII 기반 형식으로 프레임메이커 문서를 표현하는 것이었다. 둘째, 어떤 버전의 프레임메이커든 다른 버전에서 생성된 문서를 읽을 수 있도록 하는 것이었다. 단, 동일한 기능이 있는 경우에만 해당된다. 프레임메이커의 모든 버전은 이전 몇 버전의 문서를 읽을 수 있었지만, 모든 문서를 읽는 데는 너무 많은 소프트웨어 노력과 테스트가 필요했기 때문에 MIF를 읽는 것으로 충분했다. 셋째, 프레임메이커가 작성자의 작업을 절대 잃지 않도록 보장하는 것이었다. 프레임메이커가 충돌하면 먼저 현재 문서를 MIF로 작성한다.
프레임메이커에서 대화식으로 만들 수 있는 모든 문서는 MIF로 정확하고 완전하게 표현될 수 있다(그러나 그 반대는 사실이 아니다. 몇 가지 프레임메이커 기능은 MIF를 통해서만 사용할 수 있다). 프레임메이커의 모든 버전은 문서를 MIF로 내보낼 수 있으며, 이전 버전 또는 다른 프로그램에서 만든 문서를 포함하여 MIF 문서를 읽을 수도 있다.

## 역사
프레임 테크놀로지는 1986년 데이비드 머레이, 찰스 코필드, 스티븐 키르슈, 비키 블레이크슬리가 설립했다.
컬럼비아 대학교에서 천체물리학 박사 과정을 밟던 중, 케임브리지 대학교의 수학 졸업생인 코필드는 썬-2 워크스테이션에서 위지위그 문서 편집기를 작성하기로 결정했다.
프레임메이커가 구상될 당시 유일한 상당한 DTP 제품은 인터리프였으며, 이것도 썬 워크스테이션에서 실행되었다.
몇 달 만에 코필드는 '/etc/publisher'라고 부르는 기능적인 프로토타입을 완성했다. 이 프로토타입은 신생 회사인 썬 마이크로시스템즈의 영업 사원들의 눈길을 끌었는데, 썬 마이크로시스템즈는 워크스테이션의 그래픽 기능을 보여줄 상업용 애플리케이션이 부족했다. 그들은 코필드로부터 '/etc/publisher'의 프로토타입을 컴퓨터의 데모웨어로 사용하는 것을 허락받았다.
키르슈와 블레이크슬리는 마우스 시스템즈의 창립 멤버였으며, 그곳에서 머레이를 애플리케이션 소프트웨어 개발 이사로 영입했다. 1986년 초, 키르슈와 머레이는 썬 마이크로시스템즈를 방문했고, 그곳에서 '/etc/publisher'의 데모를 받았다. 그들은 이것에 큰 기회가 있다고 생각하고 코필드에게 연락했다. 며칠간의 회의 끝에 함께 회사를 설립하기로 결정했다. 키르슈, 머레이, 블레이크슬리는 마우스 시스템즈를 떠났고, 코필드는 뉴욕에서 그들과 합류하기 위해 이사했다.
원래 썬 머신에서 썬OS(유닉스의 한 변형)용으로 작성된 프레임메이커는 인기 있는 테크니컬 라이터 도구였고, 회사는 초기에 수익성이 좋았다. 애플 매킨토시에서 탁상 출판 시장이 번창함에 따라, 소프트웨어는 두 번째 플랫폼으로 Mac에 포트되었다.
1990년대 초, 아폴로, 데이터 제너럴, 밉스, 모토로라, 소니와 같은 UNIX 워크스테이션 벤더들은 프레임 테크놀로지에 자신들의 플랫폼용 OEM 버전을 위한 자금을 제공했다.
최고의 성공을 거둔 시점에 프레임메이커는 NeXT 컴퓨터의 NeXTSTEP, 델의 System V Release 4 UNIX 및 IBM의 AIX 운영체제를 포함한 13개 이상의 UNIX 플랫폼에서 실행되었다.
썬 마이크로시스템즈와 AT&T는 모티프를 이기기 위해 OPEN LOOK GUI 표준을 홍보하고 있었으므로, 썬은 프레임 테크놀로지와 계약하여 그들의 포스트스크립트 기반 NeWS 창 시스템에 프레임메이커 버전을 구현했다. NeWS 버전의 프레임메이커는 OPEN LOOK 표준을 채택한 고객들에게 성공적으로 출시되었다.
이 시점에서 프레임메이커는 그 당시에 비범한 제품으로 간주되었다. 저자가 매우 구조화된 문서를 비교적 쉽게 제작할 수 있게 했을 뿐만 아니라, 사용자에게 합리적으로 직관적이고 완벽하게 위지위그 방식에서 많은 인쇄술 제어 기능을 제공했다. 출력 문서는 매우 높은 인쇄술적 품질을 가질 수 있었다.
프레임 테크놀로지는 나중에 마이크로소프트 윈도우로 프레임메이커를 포트했지만, 출시 직후 회사는 방향을 잃었다. 이 시점까지 프레임메이커는 보잉 777 프로젝트의 유지 보수 매뉴얼과 같은 고도로 기술적인 출판물을 위한 전문 시장을 목표로 삼았으며, 각 복사본에 대해 2,500달러의 라이선스 비용을 부과했다. 그러나 윈도우 버전은 제품 가격을 500달러 범위로 낮췄고, 이는 자체 비윈도우 고객 기반을 잠식했다.
sophisticated 기술 출판 소프트웨어를 가정용 DTP 시장에 판매하려는 회사의 시도는 재앙이었다. 1,000페이지 매뉴얼을 위해 설계된 도구는 일반 가정 사용자가 한 페이지 편지를 작성하기에는 너무 번거롭고 어려웠다.
어도비 시스템즈는 이 제품을 인수하고 전문 시장으로 다시 초점을 맞추었다. 그런 다음, 1996년에 Adobe FrameMaker 5.1이라는 이름으로 새 버전을 출시했다. 오늘날 어도비 프레임메이커는 테크니컬 라이터를 위한 널리 사용되는 출판 도구이지만, 맥 오에스 텐 운영 체제용으로는 출시된 버전이 없어 제품 사용이 제한적이다. OS X용 프레임메이커를 취소하기로 한 결정은 문서 작성을 위해 프레임메이커에 의존했던 애플 자체를 포함한 어도비와 맥 사용자 간에 상당한 마찰을 일으켰다. 2008년에도 OS X 레퍼드 및 아이폰에 대한 애플 매뉴얼은 여전히 클래식 모드에서 프레임메이커 7로 개발되고 있었다. 애플은 이후 InDesign을 사용하도록 전환했다.
FrameMaker 버전 5.x부터 7.2까지(1995년 중반부터 2005년까지)는 프로그램의 주요 부분(일반 사용자 인터페이스, 테이블 편집 및 일러스트 편집 포함)에 대한 업데이트 없이 버그 수정 및 XML 지향 기능(SGML 프리미엄 제품의 일부였던 기능)의 통합에 중점을 두었다. 프레임메이커는 7.2 버전(2005년 출시)까지 다중 실행 취소 기능을 지원하지 않았다.
FrameMaker 8 (2007)은 유니코드, 플래시, 3D, 내장 DITA 지원을 도입했다. 플랫폼 지원에는 윈도우 (2000, XP, Vista) 및 썬 솔라리스 (8, 9, 10)가 포함되었다.
FrameMaker 9 (2009)는 재설계된 사용자 인터페이스와 몇 가지 향상된 기능을 도입했다. 여기에는 DITA 전체 지원, 더 많은 미디어 유형 지원, 더 나은 PDF 출력, 향상된 WebDAV 기반 CMS 통합이 포함된다. 썬 솔라리스 및 윈도우 2000에 대한 플랫폼 지원은 중단되었으며, 윈도우 XP 및 윈도우 비스타만 남은 플랫폼이 되었다.
FrameMaker 10 (2011)은 사용자 인터페이스를 다시 개선하고 몇 가지 변경 사항을 도입했다. 여기에는 서비스 팩 1이 포함된 EMC Documentum 6.5 및 서비스 팩 2가 포함된 마이크로소프트 셰어포인트 서버 2007을 통한 콘텐츠 관리 시스템 통합이 포함된다.

## 기타 프레임메이커 도구
- FrameMaker Publishing Server는 자동화된 다목적 콘텐츠 유형 생성을 위한 온라인 문서 처리기 서버이다. 웹 인터페이스를 통해 사용자는 다양한 장치에서 다양한 환경에서 상세한 프레젠테이션으로 다양한 정보 소스의 집계를 일상적으로 지시할 수 있다.[12]

## 대안 및 경쟁 제품
기술 출판 시장에는 아버텍스트, 인터리프, 코렐 벤츄라 등 여러 주요 경쟁 제품이 있었다. 많은 학술 사용자는 이제 LaTeX를 사용하는데, 현대 편집기가 해당 시스템을 사용자 친화적으로 만들었고 LyX는 LaTeX에 대한 지식이 거의 또는 전혀 없이도 LaTeX를 생성할 수 있기 때문이다. 닥북 XML을 포함한 여러 형식이 컴퓨터 하드웨어 및 소프트웨어에 대한 기술 문서 작성자를 대상으로 한다. 마지막으로 기술 문서 작성을 위한 FrameMaker 대안에는 Help authoring tool 및 XML 편집기가 있다.

## 같이 보기
- 워드 프로세서 비교